# Skandiahamnen
O Porto Skandiahamnen localiza-se na margem direita do rio Gota, na ilha de Hisingen, a norte de Gotemburgo. Faz parte do Porto de Gotemburgo. Tem 2 200 metros de cais, e um calado de 6-14,2 metros. Com uma área de 1 300 000 m2, o Skandiahamnen é o maior porto de contentores da Suécia, e um importante porto de exportação de carros, assim como de transporte de camiões/caminhões.